# Délégation générale du Québec à Bruxelles
La délégation générale du Québec à Bruxelles a pour but de représenter les intérêts du Québec auprès du Royaume de Belgique, du Grand-Duché de Luxembourg, du Royaume des Pays-Bas et des institutions de l'Union européenne.

## Description
La délégation générale du Québec à Bruxelles a été inaugurée le 26 septembre 1972,.
Elle est située depuis 2017 au no 32, rue du Châtelain, 1050 Ixelles à Bruxelles.

## Liste des délégués généraux
- 1973 - 1977 : Jean Deschamps
- 1977 - 1978 : Jean Chapdelaine
- 1978 - 1978 : André Patry
- 1978 - 1981 : Jean-Marc Léger
- 1981 - 1984 : Jean-Paul L'Allier
- 1984 - 1986 : Jean Tardif
- 1986 - 1989 : Claude Roquet
- 1989 - 1993 : Pierre Lorrain
- 1993 - 1996 : Gérard P. Latulippe
- 1996 - 1999 : Denis de Belleval
- 1999 - 2001 : Richard Guay
- 2001 - 2004 : Nicole Stafford (en)
- 2004 - 2013 : Christos Sirros
- 2013 - 2014 : Caroline Émond
- 2014 - 2019 : Michel Audet
- 2019 - 2021 : Pierre-Luc Desgagné
- 2021 - 2022 : Marie-Josée Audet (intérim)
- 2022 -          : Geneviève Brisson[3]